# Convento de Santo Domingo (Plasencia)

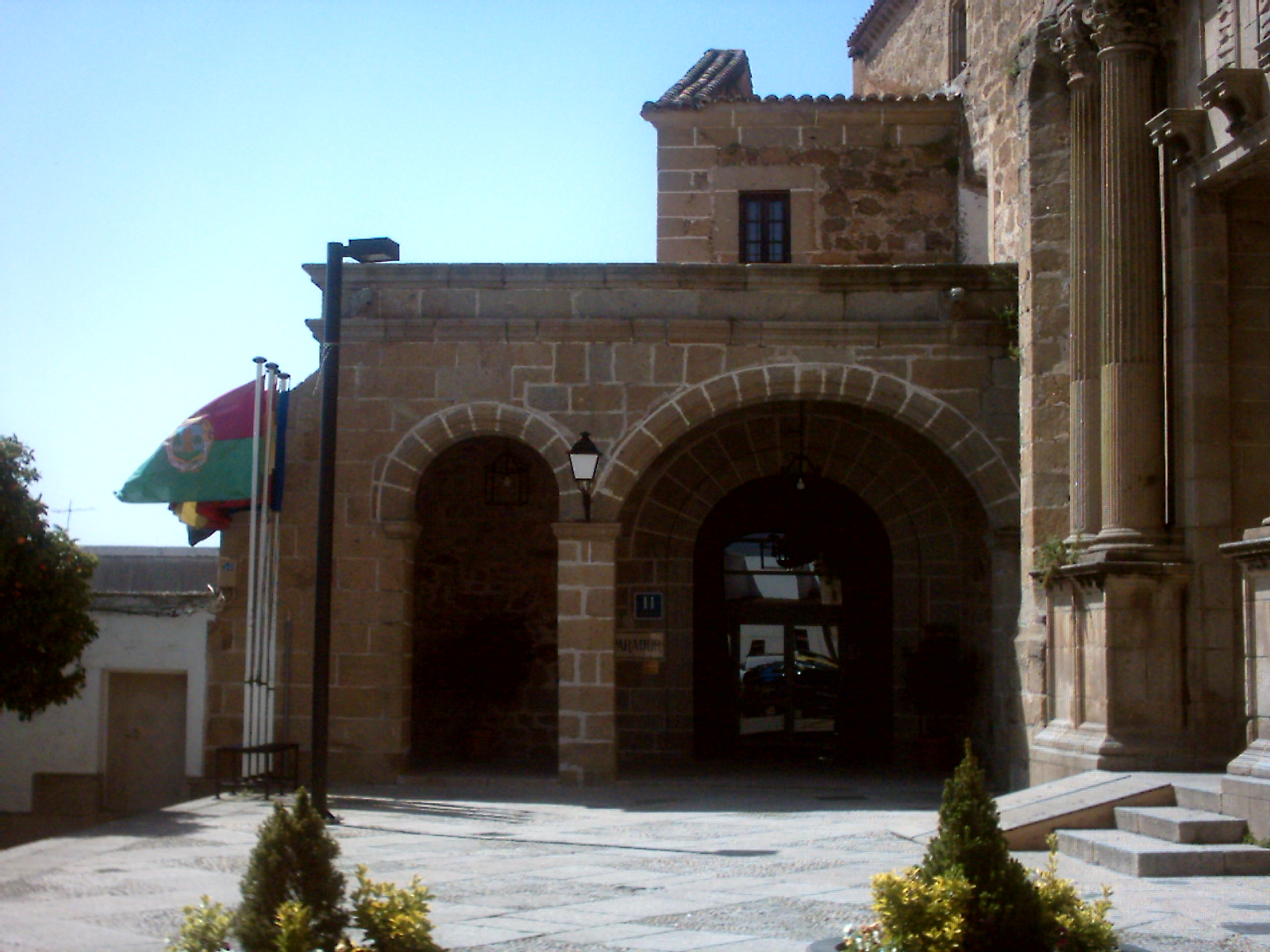
Fachada principal del convento de Santo Domingo, hoy Parador Nacional de Plasencia.

El convento de Santo Domingo, también llamado de San Vicente Ferrer, se encuentra situado en la ciudad de Plasencia (provincia de Cáceres, Extremadura, España) y está anexo a la iglesia del mismo nombre. Hoy en día en este convento se halla el Parador Nacional de Plasencia.

## Historia
Fue fundado a mediados del siglo XV por los condes de Plasencia, y primeros duques de Arévalo, Álvaro de Zúñiga y Guzmán y su esposa Leonor Pimentel y Zúñiga, como promesa por la recuperación de la salud de uno de sus hijos. Está anexo a su palacio, el actual Palacio del Marqués de Mirabel y para su construcción se expropiaron los terrenos de la antigua sinagoga mayor de Plasencia y parte de la aljama judía.

## Descripción
Varios son los elementos arquitectónicos propios de este convento que lo dotan de una gran belleza y notable singularidad. Cabe destacar por su espectacularidad el claustro del convento de estilo isabelino, con restos de artesonado mudéjar, con esgrafiados y pinturas murales. Posee una escalera monumental, conocida como escalera al aire realizada por los maestros de canteria Juan de Ezquerra y Juan Álvarez en el siglo XVI. También es notable la sala capitular del convento, que se halla cubierta por una bóveda de crucería estrellada de ocho puntas. También es de notable valor el refectorio, cubierto de azulejos talaveranos, artesonado y con respaldos de banco corrido.
La iglesia del convento sigue el trazado de planta de cruz latina, con capillas laterales en la nave única. Estas capillas sirvieron de mausoleo para las familias nobles placentinas. El forjado superior es abovedado, con diferentes soluciones arquitectónicas para cada tramo. Siendo el más habitual de nervios rectos y curvos, que se van cruzando. Posee un notabilísimo retablo mayor de estilo manierista, datado en el siglo XVI. Cabe destacar también el altar de azulejos talaveranos que se halla en la sacristía y que es atribuido a Juan de Flores